# Сєверський міський округ
Сє́верський міський округ (рос. Северский городской округ) — адміністративна одиниця Томської області Російської Федерації.
Адміністративний центр — місто Сєверськ.

## Населення
Населення району становить 113313 осіб (2019; 115331 у 2010, 115619 у 2002).

## Склад
До складу міського округу входять:
| Населений пункт         | Населення, осіб (2002) | Населення, осіб (2015) |
| ----------------------- | ---------------------- | ---------------------- |
| Кіжирово, присілок      | 106                    | 108                    |
| Орловка, селище         | 711                    | 819                    |
| Самусь, селище          | 5690                   | 5564                   |
| Семиозерки, присілок    | 3                      | 13                     |
| Сєверськ, місто         | 109101                 | 106516                 |
| Чернильщиково, присілок | 3                      | 2                      |